# Отвиль-Лонес (кантон)
Отви́ль-Лоне́с (фр. Hauteville-Lompnès) — кантон во Франции, находится в регионе Рона — Альпы, департамент Эн. Входит в состав округа Белле.
Код INSEE кантона — 0115. Всего в кантон Отвиль-Лонес входят 6 коммун, из них главной коммуной является Отвиль-Лонес.

## Коммуны кантона
| Коммуна           | Население, чел | Почтовый индекс | Код INSEE |
| ----------------- | -------------- | --------------- | --------- |
| Аранк             | 285            | 01110           | 01012     |
| Корлье            | 109            | 01110           | 01121     |
| Кормаранш-ан-Бюже | 835            | 01110           | 01122     |
| Отвиль-Лонес      | 4 125          | 01110           | 01185     |
| Премийё           | 34             | 01510           | 01311     |
| Тезийё            | 310            | 01110           | 01417     |

## Население
Население кантона на 2006 год составляло 5 698 человек.
| 1962  | 1968  | 1975  | 1982  | 1990  | 1999  | 2006  | 2007 |
| ----- | ----- | ----- | ----- | ----- | ----- | ----- | ---- |
| 4 766 | 5 116 | 5 221 | 4 860 | 5 303 | 5 068 | 5 698 | -    |